# スタディオ・チーロ・ヴィゴリート
スタディオ・チーロ・ヴィゴリート（Stadio Ciro Vigorito）は、イタリア、カンパニア州、ベネヴェント県のベネヴェントにある多目的競技場。ベネヴェント・カルチョがホームスタジアムとして使用している。収容人数は25,000人。
スタジアム名の由来となったチーロ・ヴィゴリートはイタリアの実業家で、2006年から2010年10月に亡くなるまで、クラブのCEOを務めていた（現ベネヴェント会長のオレステ・ヴィゴリートは実弟）。2010年11月2日、ヴィゴリートの生前の功績をたたえ、スタジアム名を元のスタディオ・サンタ・コロンバ (Stadio Santa Colomba) から現在の名称に改称した。